# Emyduranus
Emyduranus és un gènere extint de sinàpsids que visqueren durant el Permià superior en allò que avui en dia és el sud d'Àfrica. Se n'han trobat restes fòssils a les províncies sud-africanes del Cap Occidental i el Cap Septentrional. Era un anomodont petit i el crani ample i pla. El crani feia 90 mm de llargada i 72 mm d'amplada. El seu descriptor, el paleontòleg sud-africà Robert Broom, s'hi referí com «un dels anomodonts més interessants que es coneixen».